# 마쓰야마정 (미야기현)
마쓰야마정(松山町)은 미야기현 시다군에 있었던 정이다. 2006년 3월 31일에 산본기정, 가시마다이정·이와데야마정·나루코정·다지리정·후루카와시와 합병해 오사키시가 성립해 소멸하였다.

## 역사
마쓰야마의 이름은 미네마쓰야마에서 유래되었다고 한다. 전국시대 이후엔 아시카가 다스렸지만 가마쿠라 공방으로 인해 시다·가미·다마조 등으로 마쓰야마 땅에 토착하여 마쓰야마성을 세워 거점을 삼아. 엔도씨와 마찬가지로 산하로 편입하였다. 
덴쇼 19년(1591년)에 엔도씨가 마츠야마에서 도메군 이시모리로 옮겨진 후에는 이시카와 아키미츠·후루타 시게나오가 영주를 역임했고 게이초 8년(1603년)에 모니와 요시쓰나가 마츠야마에 입부. 이후 막부 말기에 이르기까지 모니와씨가 마스야마정을 다스렸다.
- 1889년 4월 1일 - 정촌제 시행과 함께 시다군 마쓰야마이 성립하였다.
- 1890년 3월 15일 - 정으로 승격하였다.
- 1955년 3월 30일 - 마쓰야마정, 시모이바노촌과 합병해 새로운 마쓰야마정이 되었다.
- 2006년 3월 31일 - 산본기정, 가시마다이정, 이와데야마정, 나루코정, 다지리정, 후루카와시와 합병해 오사키시가 되었다.

## 교육
- 마쓰야마정립 마쓰야마초등학교
- 마츠야마정립 시모이바노초등학교
- 마쓰야마정립 마쓰야마중학교
- 미야기현 마쓰야마 고등학교

## 교통

### 철도
- 도호쿠 본선

### 도로
- 미야기 현도 19호 가시마다이타카시미즈선
- 미야기 현도 32호 후루카와 마쓰야마선
- 미야기 현도 40호 리후 마쓰야마선
- 미야기 현도 146호 오우시다 마쓰시마선
- 미야기 현도 152호 와쿠다니 산본기선
- 미야기 현도 153호 마쓰야마 정차장선
- 미야기 현도 242호 오사코 마쓰야마선